# Щебра (Підляське воєводство)
Щебра (пол. Szczebra) — село в Польщі, у гміні Новинка Августівського повіту Підляського воєводства.
Населення — 355 осіб (2011).
У 1975—1998 роках село належало до Сувальського воєводства.

## Демографія
Демографічна структура станом на 31 березня 2011 року:
|          | Загалом | Допрацездатний вік | Працездатний вік | Постпрацездатний вік |
| -------- | ------- | ------------------ | ---------------- | -------------------- |
| Чоловіки | 171     | 33                 | 120              | 18                   |
| Жінки    | 184     | 52                 | 99               | 33                   |
| Разом    | 355     | 85                 | 219              | 51                   |